# Velarifictorus pui
Velarifictorus pui är en insektsart som beskrevs av Sigfrid Ingrisch 1998. Velarifictorus pui ingår i släktet Velarifictorus och familjen syrsor. Inga underarter finns listade i Catalogue of Life.